# Franktown
Franktown – jednostka osadnicza w Stanach Zjednoczonych, w stanie Kolorado, w hrabstwie Douglas.